# Розенкрантц (дворянский род)
Розенкрантц (нем. Rosenkrantz), также Розенкранц — старинный дворянский род. Имеет много боковых линий. Представители семьи со времён Средневековья владели обширными поместьями на территории Дании и на юге современной Швеции (так как южная часть Скандинавского королевства до XVII века входила в состав Датского королевства). Кроме того, отпрыски рода владели землями в Норвегии (которая также долго входила в состав Дании) и не раз поступали на службу к германским монархам.

## История рода

### Дания
По семейному преданию род Розенкрантц вёл своё происхождение от вождя по имени Фриис из Харальдскьера. Первым дворянином семьи Розенкрантц, чьё существование подтверждено документами, является Нильса Иверсена (скончался до 1355 года). Он упомянут бумагах как землевладелец в Хеврингсхольме на полуострове Дьюрсланд в восточной части Ютландии за 1308 год. Представители старшей линии семьи, владевшие поместьем в этом регионе, проживали здесь примерно до 1600 года. Приблизительно в 1500 году в семье закрепилось родовое имя Розенкрантц (от немецкого Rosenkranz — «розарий», этим словом называли традиционные для католичества чётки и некоторые молитвы).
В XVI веке династия была одной из самых влиятельных дворянских семей Дании. Благодаря здоровью и плодовитости возникло десять боковых линий рода Розенкрантц. Йорген Розенкрантц, внук Анны Майнструп и отец известного государственного деятеля Хольгера Розенкрантца построил замок Розенхольм, который и поныне принадлежит потомкам дворянского рода.
Семья несколько раз повышала свой титул. Так, Оле Розенкрантцу Эгхольму 25 мая 1671 года особым королевским указом был дарован титул датского барона. Но этот человек не оставил наследников. Позднее дипломы и присвоении аналогичного статуса вручались ещё дважды: 2 февраля 1748 года майору Хольгеру Розенкрантцу цу Тоттернхольм и 7 апреля 1754 года Чемберлену Верже Розенкрантцу цу Меструп. А датскому дипломату и министру Нильсу Розенкрантцу (1757-1824) был дарован титул графа. Правда, надёжных документов об этом событии не сохранилось.
25 марта 1805 года был выдан патент на право именоваться фамилией Розенкрантц одному из ответвлений рода, который происходил по женской линии.

### Норвегия
Около 1560 года Эрик Розенкрантц построил замок Бергенхус в Норвегии, ставший впоследствии крупной крепостью. Людвиг Розенкрантц (1628–1685) обосновался в 1658 году в имении Хаттеберг около поселения Роcендаль. Он построил здесь в период с с 1661 по 1665 год собственный небольшой замок. 14 января 1678 года король Дании и Норвегии Кристиан V даровал ему титул барона, а само поместье было позволено именовать Баронство Росендаль. Но эта линия пресеклась в 1723 году.

### Швеция
Около 1500 года Эрик Розенкрантц стал владельцем замков Глиммингехус и Оруп в провинции Сконе в результате брака на наследнице этого имения. Потомки от этого брака постоянно проживали в Швеции с 1658 года. Впоследствии возникло две отдельные дворянские линии: Розенкрантц-Глиммингехус (получила признание 25 мая 1752 года, угасла в 1809 году) и Розенкрантц-Оруп (также получила дворянскую грамоту в 1752 году). Потомки дома Оруп продолжают и сегодня проживать в Швеции.
Некто Розенкрантц аф Гранхаммар получившие дворянство в 1612 году. Но этот человек не имел отношения к семье Розенкрантц. го род пресёкся уже 1672 году.

### Германия
Некоторые из членов семьи служили офицерами в прусской армии. Кроме того в немецких землях фамилия Розенкрантц получила распространение и среди людей недворянского происхождения. Причём никто из них не имел никакого отношения к датским представителям рода Розенкрантц. Это происходило из-за того, что многие немцы также выбирали себе фамилию, ориентируясь на слово Rosenkranz.

#### Мольтке-Розенкрантц
Георг Мольтке-Розенкранц (1786–1846) принадлежал к линии, породнившейся с родом Мольтке. Ему в 1828 году был дарован титул барона фон Мольтке-Розенкрантц.

#### Дюринг-Розенкрантц
30 мая 1845 года Карл Фредерик фон Дюринг (1792–1876) женился на баронессе Марии Розенкрантц († 1797). С разрешения датского короля Карл получил получил право именоваться титулом барона Дании и именоваться фамилией фон Дюринг-Розенкрантц. Этот род придерживался принципа наследования, известного как Примогенитура и младшие сыновья не могли претендовать на родовые титулы. Представители этого ответвления по мужской линии вымерли.

#### Вебер фон Розенкрантц
Датский придворный доктор Роберт Вебер (1797-1846) женился на Акселине Розенкрантц, проживавшей в Дании. В 1824 года ему было дано право представителями Саксен-Кобургского дома прибавить фамилию Розенкрантц к собственной. 9 сентября 1862 года ему даровали дворянство и титул барона. 19 декабря 1862 года аналогичное решение принял король Дании. Потомки семья носили фамилию фон Вебер фон Розенкрантц.

## Герб
Гербы боковых линий имеют некоторые отличия, но содержат главные элементы старинного родового герба: геральдический щит разделён по диагонали широкой полосой с чёрно-белыми клетками, нижняя левая половина щита при этом окрашена в синий цвета, а верхняя правая — в красный.

## Известные представители рода
- Эрик Оттесен Розенкрантц[дат.] (1427–1503)
- Йорген Оттесен Розенкрантц[дат.] (1523-1596), датский государственный советник
- Хольгер Розенкрантц[дат.] (1574–1642) датский государственный советник
- Барон Олуф Розенкрантц[дат.] (1623–1685)
- Ивер Розенкрантц (1674–1745), датский государственный деятель
- Фрелерик Кристиан Розенкрантц[дат.] (1724–1802), датский государственный деятель
- Нильс Розенкранnц (1757–1824), датский министр
- Маркус Йёэ Розенкрантц (1762–1838), норвежский министр
- Арильд Розенкрантц[дат.] (1870–1964), датский художник, скульптор, иллюстратор
- Джессика Розенкрантц (род. 1987), шведский политик

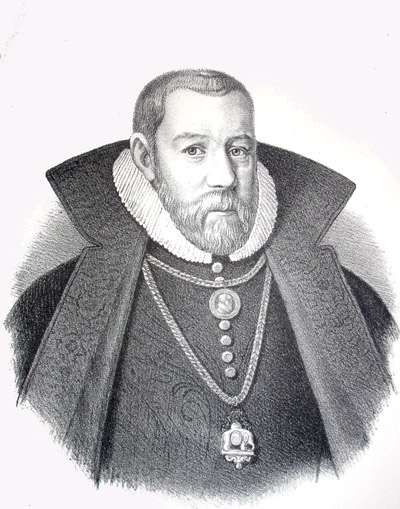
Йорген Оттесен Розенкрантц[дат.]
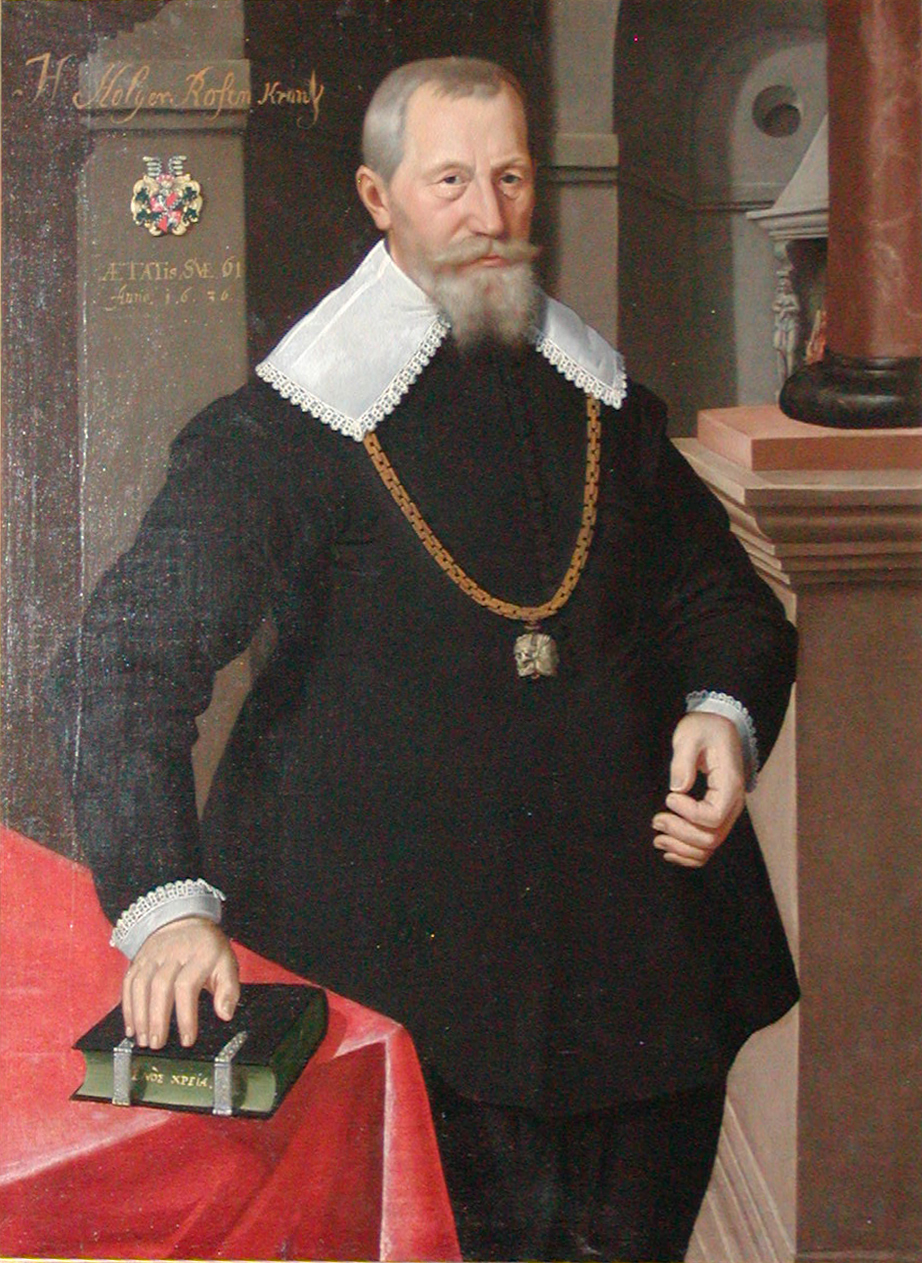
Хольгер Розенкрантц[дат.]
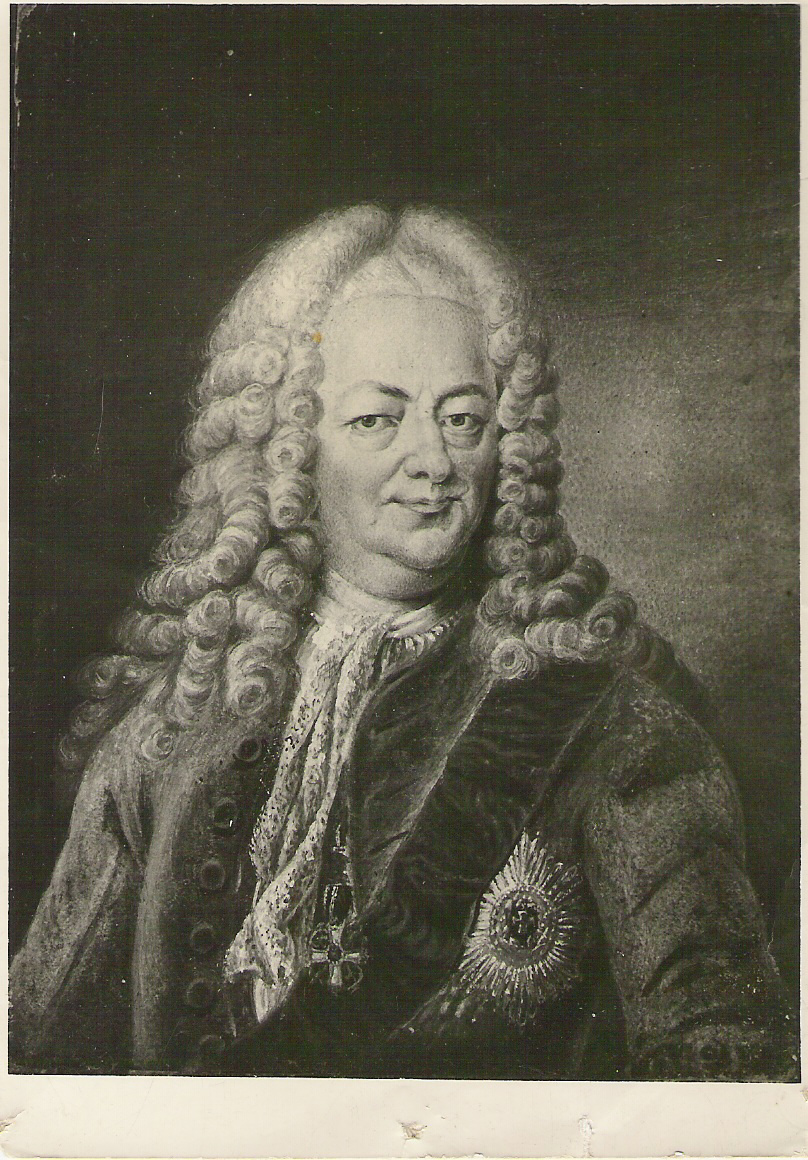
Ивер Розенкрантц
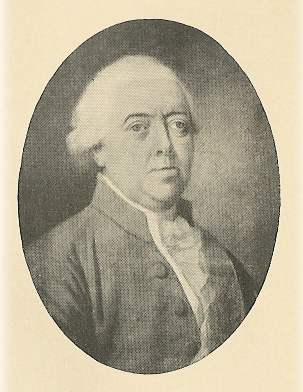
Фредерик Кристиан Розенкрантц[дат.]
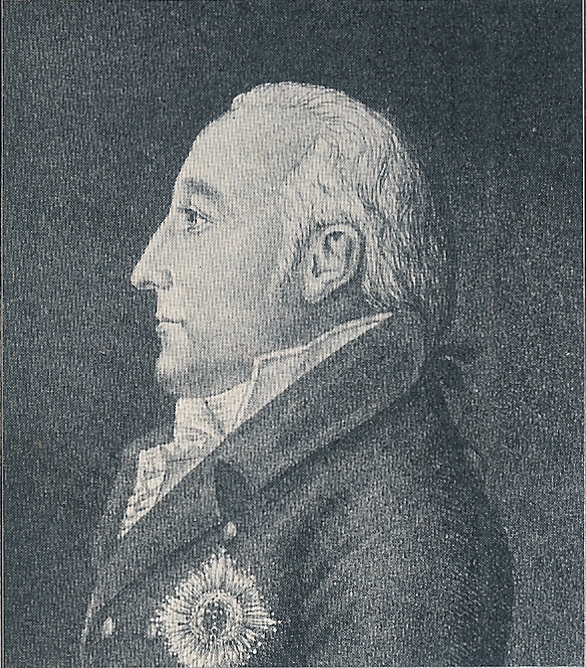
Нильс Розенкрантц
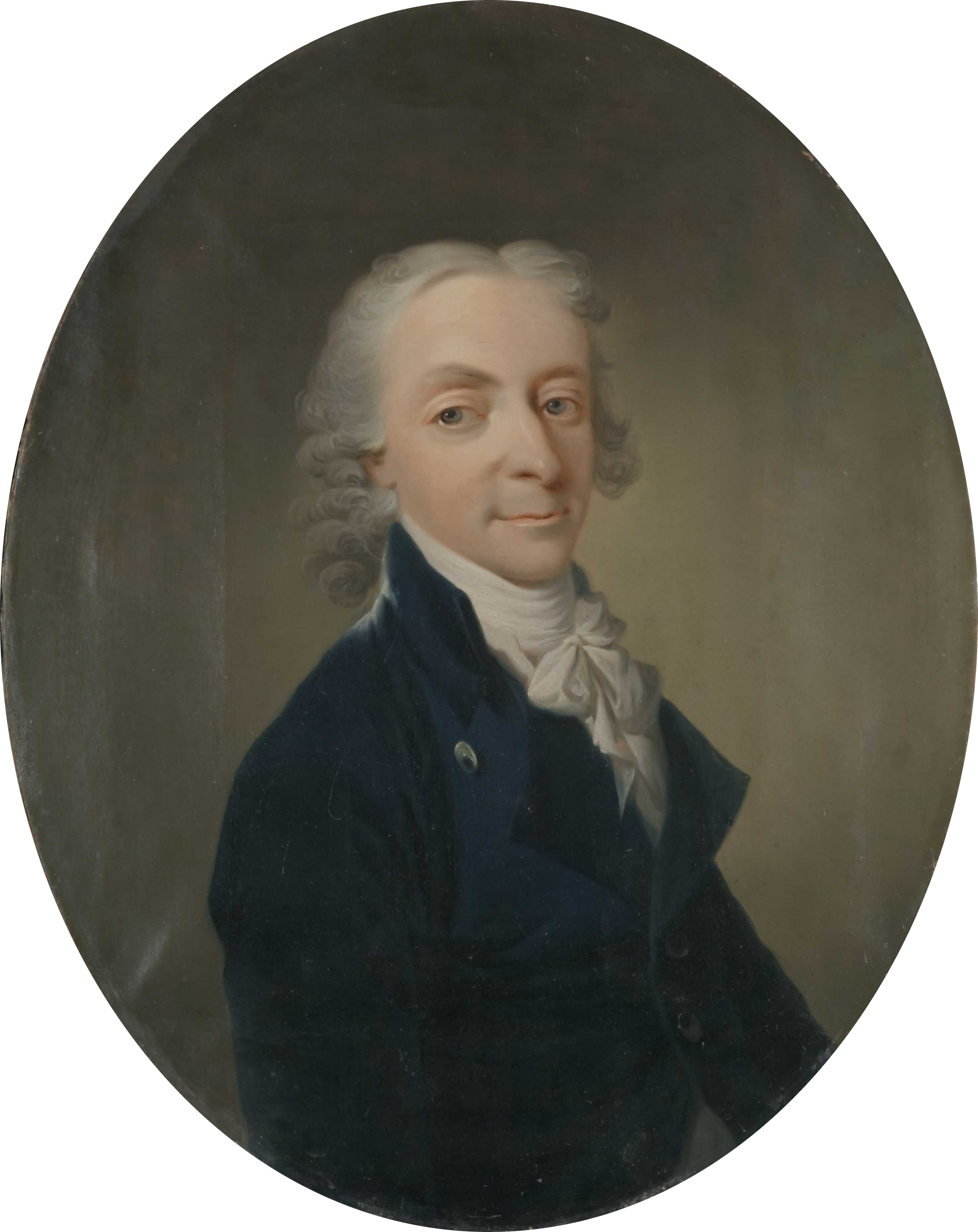
Маркус Йёэ Розенкрантц
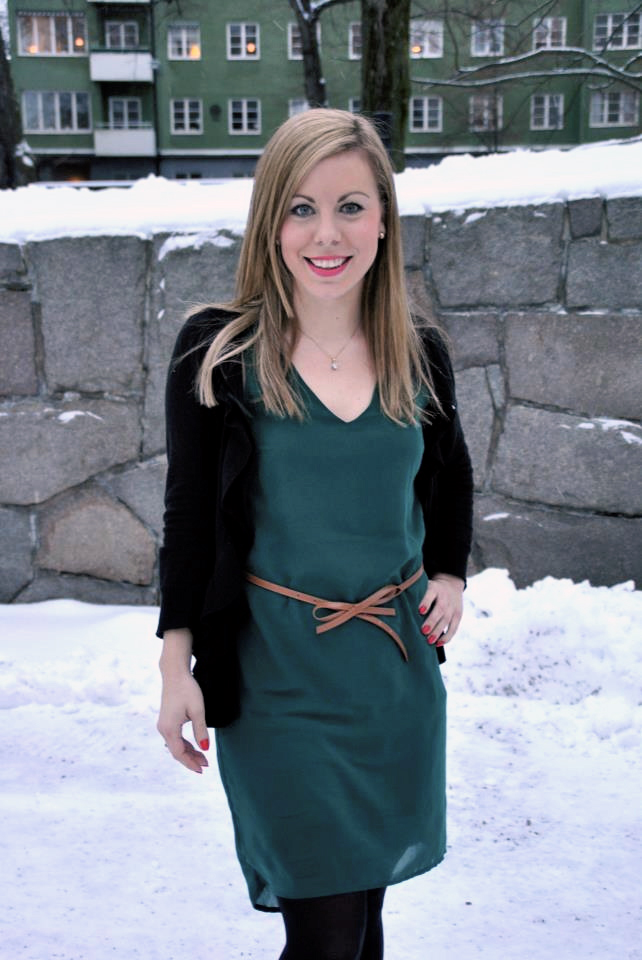
Джессика Розенкрантц

## Родовые замки

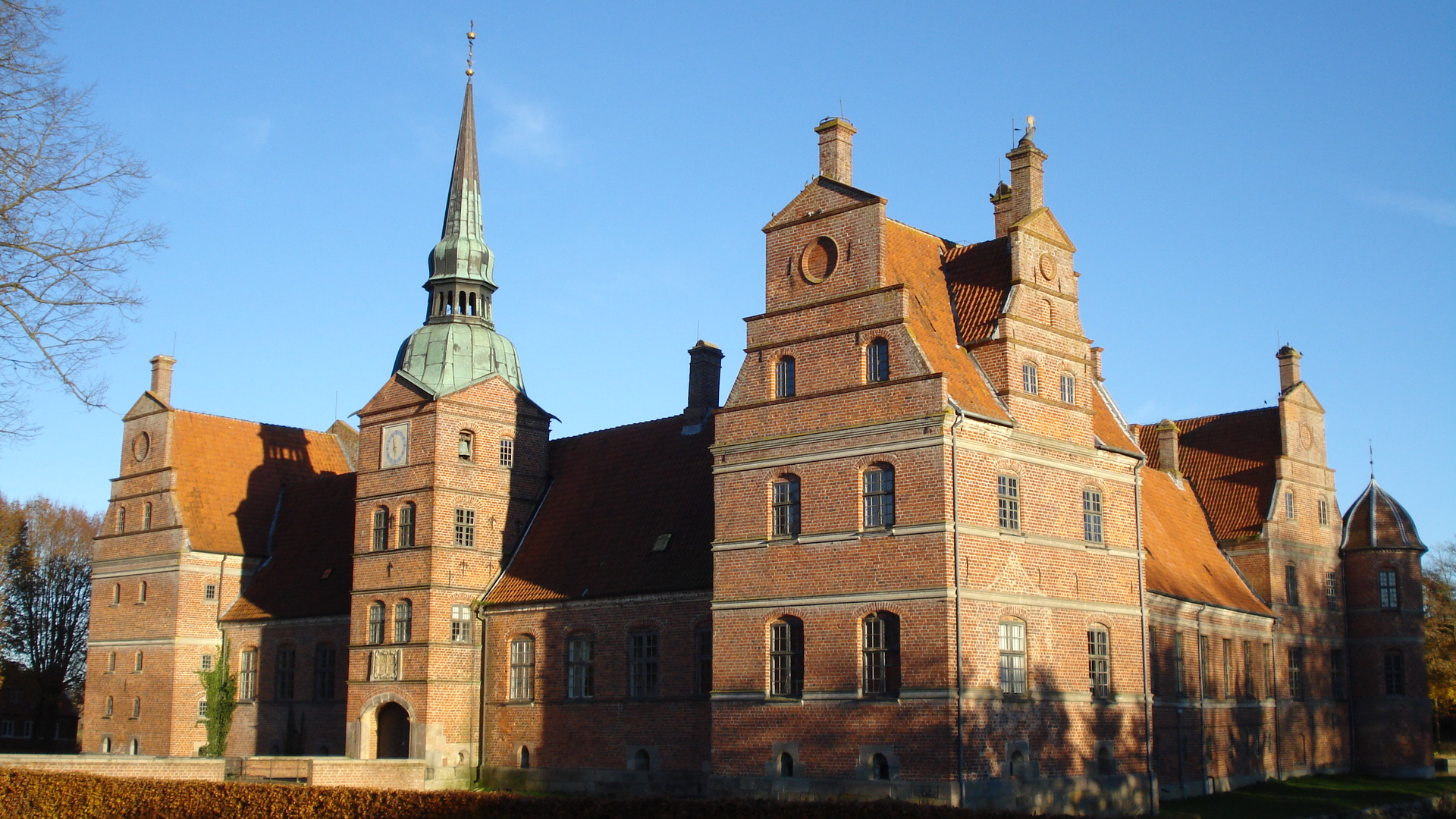
Замок Розенхольм
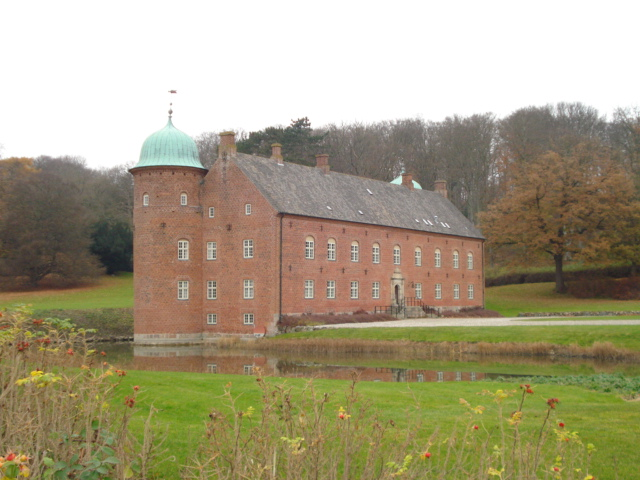
Замок Розенвольд
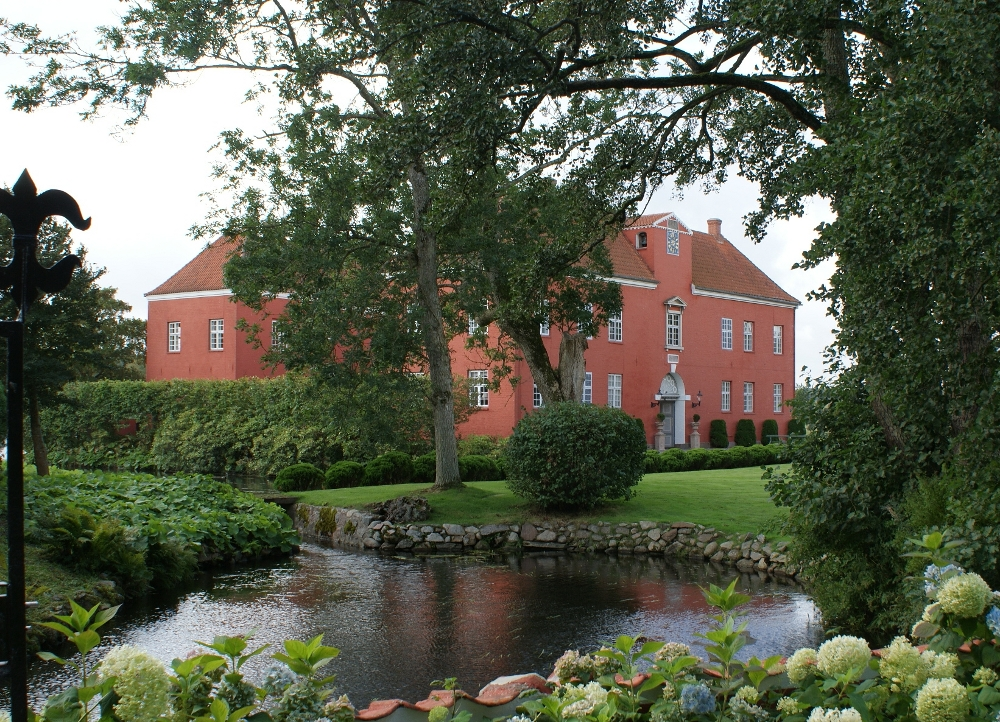
Замок Виллеструп